# Hoplistomerus pegos
Hoplistomerus pegos là một loài ruồi trong họ Asilidae. Hoplistomerus pegos được Londt miêu tả năm 2007. Loài này phân bố ở vùng nhiệt đới châu Phi.